# Splendid Cinema
L'Splendid Cinema va ser un cinema de Barcelona ubicat en el núm. 217 del carrer del Consell de Cent, entre els carrers de Casanova i Villarroel. Es va inaugurar l'any 1922. Manté el nom fins al dia 30 de març de 1939, moment en què el règim franquista li canvia el nom pel d'Imperio Cinema. Un any més tard (1940) pren el nom de Cine Emporio fins a la dècada dels anys 1960, que desapareix.